# Rolf Emmermann
Rolf Emmermann (* 12. Januar 1940 in Wolfenbüttel) ist ein deutscher Geowissenschaftler.

## Leben
Emmermann studierte zwischen 1959 und 1965 Mineralogie, Kristallographie und Geochemie in Braunschweig, Frankfurt und München. Er promovierte 1967 und habilitierte sich 1973 in Mineralogie an der Universität Karlsruhe. 1974 wurde er Professor an der Universität Karlsruhe, 1981 wurde er Ordinarius an der Universität Gießen.
Im Jahr 1991 wurde er zum Gründungsdirektor des GeoForschungsZentrums Potsdam (GFZ) ernannt, dessen Vorstandsvorsitzender und Wissenschaftlicher Vorstand er bis zu seiner Emeritierung im Jahr 2007 war. Parallel hatte er in dieser Zeit auch weiterhin den Lehrstuhl für Mineralogie und Petrologie an der Universität Gießen inne.
Emmermann hatte zahlreiche Ehrenämter in wissenschaftlichen Gremien inne: So wurde er 2001 Präsident der Gesellschaft Deutscher Naturforscher und Ärzte (GDNÄ) und war im Jahr 2002 Heinrich-Hertz-Gastprofessor in Karlsruhe. Von 1997 bis 2012 war Emmermann Präsident der GeoUnion Alfred-Wegener-Stiftung, der Dachorganisation der deutschen geowissenschaftlichen Forschungseinrichtungen und Fachgesellschaften. Weiterhin war Emmermann Direktoriumsmitglied der Hermann von Helmholtz-Gemeinschaft Deutscher Forschungszentren (HGF) und Sprecher des HGF-Forschungsbereichs „Erde und Umwelt“. Er war Gründungsmitglied der  Berlin-Brandenburgischen Akademie der Wissenschaften (BBAW) und ist Mitglied der Deutschen Akademie der Technikwissenschaften (Acatech) sowie der Heidelberger Akademie der Wissenschaften. 1991 wurde er zum ordentlichen Mitglied der Academia Europaea gewählt.
Emmermann hat noch immer wichtige Positionen in der Wissenschaftsorganisation inne, darunter insbesondere den Vorsitz des Landeshochschulrates Brandenburg.
Emmermann war von 1986 bis 1995 Koordinator des Kontinentalen Tiefbohrprogramms der Bundesrepublik Deutschland (KTB). Die wissenschaftliche Konzeption des KTB hatte er 1983/1984 erarbeitet. 1996 wurde er „Executive Committee Chairman“ des „International Continental Scientific Drilling Program“ (ICDP).
Auszeichnungen
- 1999 Bundesverdienstkreuz 1. Klasse
- 2001 Ehrendoktor der  Technischen Universität Braunschweig[3]
- 2002 Walter-Kertz-Medaille der Deutschen Geophysikalischen Gesellschaft
- 2005 Verdienstorden des Landes Brandenburg
- 2008 Großes Bundesverdienstkreuz[4]

## Schriften (Auswahl)
- Das Kontinentale Tiefbohrprogramm. Vorstoß ins Erdinnere. in: Spektrum der Wissenschaft. Oktober 1990, ISSN 0170-2971.